# Xanthophryne
Genre
Xanthophryne est un genre d'amphibiens de la famille des Bufonidae.

## Répartition
Les deux espèces de ce genre sont endémiques des Ghâts occidentaux en Inde.

## Liste d'espèces
Selon Amphibian Species of the World (16 avril 2013) :
- Xanthophryne koynayensis (Soman, 1963)
- Xanthophryne tigerina Biju, Van Bocxlaer, Giri, Loader, & Bossuyt, 2009

## Publication originale
- Biju, Van Bocxlaer, Giri, Loader & Bossuyt, 2009 : Two new endemic genera and a new species of toad (Anura: Bufonidae) from the Western Ghats of India. BMC Research Notes, vol. 2, no 241, p. 1-10 (texte intégral).